# Roberto Spampatti
Roberto Spampatti (* 28. Dezember 1965 in Rom) ist ein ehemaliger italienischer Skirennläufer.

## Karriere
Spampatti wurde in Rom geboren, wuchs jedoch in Clusone auf. Er startete Anfang der 1990er Jahre vor allem im Weltcup, wobei er einen Podestplatz erreichte. Am 23. November 1991 belegte er beim Riesenslalom von Park City hinter seinem Landsmann Alberto Tomba und dem Schweizer Paul Accola den dritten Platz.
Abgesehen von diesem Podestplatz verlief Spampattis Karriere jedoch relativ glanzlos, so konnte er sich nie für ein internationales Großereignis qualifizieren. 1993 beendete er schließlich seine aktive Karriere

## Erfolge

### Weltcup
- 3 Platzierungen unter den besten 10, davon ein Podestplatz

### Weitere Erfolge
- Italienischer Meister im Riesenslalom (1988)
- Italienischer Vizemeister im Riesenslalom (1986, 1991)
- Italienischer Vizemeister im Slalom (1990)
- Bronze bei den italienischen Meisterschaften 1988